# Enicospilus donor
Enicospilus donor är en stekelart som beskrevs av Ian D. Gauld och Carter 1983. Enicospilus donor ingår i släktet Enicospilus och familjen brokparasitsteklar. Inga underarter finns listade i Catalogue of Life.